# Adam Kszczot
Adam Kszczot (Opoczno, 2 settembre 1989) è un ex mezzofondista polacco, specializzato negli 800 metri piani.

## Progressione

### 800 metri piani
| Stagione | Tempo   | Luogo     | Data      | Rank. Mond. |
| -------- | ------- | --------- | --------- | ----------- |
| 2017     | 1'44"84 | Bruxelles | 7-9-2017  | 21º         |
| 2016     | 1'43"76 | Parigi    | 27-8-2016 | 12º         |
| 2015     | 1'43"94 | Roma      | 4-6-2015  | 13º         |
| 2014     | 1'44"02 | Berlino   | 31-8-2014 | 13º         |
| 2013     | 1'44"76 | Roma      | 6-6-2013  | 27º         |
| 2012     | 1'43"83 | Hengelo   | 27-5-2012 | 15º         |
| 2011     | 1'43"30 | Rieti     | 10-9-2011 | 4º          |
| 2010     | 1'45"07 | Berlino   | 22-8-2010 | 22º         |
| 2009     | 1'45"72 | Ostrava   | 17-6-2009 | 36º         |
| 2008     | 1'47"16 | Bydgoszcz | 9-7-2008  | 136º        |
| 2007     | 1'48"10 | Hengelo   | 22-7-2007 |             |
| 2006     | 1'51"09 | Łódź      | 14-9-2006 |             |

### 800 metri piani indoor
| Stagione | Tempo   | Luogo      | Data      | Rank. Mond. |
| -------- | ------- | ---------- | --------- | ----------- |
| 2013     | 1'46"62 | Stoccolma  | 21-2-2013 |             |
| 2012     | 1'44"57 | Liévin     | 14-2-2012 |             |
| 2011     | 1'46"85 | Düsseldorf | 11-2-2011 |             |
| 2010     | 1'46"00 | Düsseldorf | 3-2-2010  |             |
| 2009     | 1'47"55 | Valencia   | 14-2-2009 |             |

## Palmarès
| Anno | Manifestazione  | Sede           | Evento          | Risultato  | Prestazione | Note                                     |
| ---- | --------------- | -------------- | --------------- | ---------- | ----------- | ---------------------------------------- |
| 2007 | Europei U20     | Hengelo        | 800 m piani     | Bronzo     | 1'48"10     |                                          |
| 2008 | Mondiali U20    | Bydgoszcz      | 800 m piani     | 4º         | 1'47"91     |                                          |
| 2009 | Europei indoor  | Torino         | 800 m piani     | 4º         | 1'49"52     |                                          |
| 2009 | Europei U23     | Kaunas         | 800 m piani     | Oro        | 1'45"81     |                                          |
| 2009 | Mondiali        | Berlino        | 800 m piani     | Semifinale | 1'46"33     |                                          |
| 2010 | Mondiali indoor | Doha           | 800 m piani     | Bronzo     | 1'46"69     |                                          |
| 2010 | Europei         | Barcellona     | 800 m piani     | Bronzo     | 1'47"22     |                                          |
| 2011 | Europei indoor  | Parigi         | 800 m piani     | Oro        | 1'47"87     |                                          |
| 2011 | Europei U23     | Ostrava        | 800 m piani     | Oro        | 1'46"71     |                                          |
| 2011 | Mondiali        | Taegu          | 800 m piani     | 6º         | 1'45"25     |                                          |
| 2012 | Mondiali indoor | Istanbul       | 800 m piani     | 4º         | 1'49"16     |                                          |
| 2012 | Giochi olimpici | Londra         | 800 m piani     | Semifinale | 1'45"34     |                                          |
| 2013 | Europei indoor  | Göteborg       | 800 m piani     | Oro        | 1'48"69     |                                          |
| 2013 | Mondiali        | Mosca          | 800 m piani     | Semifinale | 1'45"68     |                                          |
| 2014 | Mondiali indoor | Sopot          | 800 m piani     | Argento    | 1'46"76     |                                          |
| 2014 | World Relays    | Nassau         | 4×800 m         | Argento    | 7'08"69     | Record nazionale                         |
| 2014 | World Relays    | Nassau         | 4×1500 m        | 6º         | 15'05"70    |                                          |
| 2014 | Europei         | Zurigo         | 800 m piani     | Oro        | 1'44"15     | Miglior prestazione personale stagionale |
| 2015 | World Relays    | Nassau         | 4×800 m         | Argento    | 7'09"98     | Miglior prestazione personale stagionale |
| 2015 | World Relays    | Nassau         | Staffetta mista | 4º         | 9'24"07     |                                          |
| 2015 | Mondiali        | Pechino        | 800 m piani     | Argento    | 1'46"08     |                                          |
| 2016 | Europei         | Amsterdam      | 800 m piani     | Oro        | 1'45"18     |                                          |
| 2016 | Giochi olimpici | Rio de Janeiro | 800 m piani     | Semifinale | 1'44"70     |                                          |
| 2017 | Europei indoor  | Belgrado       | 800 m piani     | Oro        | 1'48"87     |                                          |
| 2017 | World Relays    | Nassau         | 4×800 m         | Bronzo     | 7'18"74     | Miglior prestazione personale stagionale |
| 2017 | Mondiali        | Londra         | 800 m piani     | Argento    | 1'44"95     | Miglior prestazione personale stagionale |
| 2018 | Mondiali indoor | Birmingham     | 800 m piani     | Oro        | 1'47"47     |                                          |
| 2018 | Europei         | Berlino        | 800 m piani     | Oro        | 1'44"59     | Miglior prestazione personale stagionale |
| 2019 | Mondiali        | Doha           | 800 m piani     | Semifinale | 1'45"22     |                                          |
| 2021 | Europei indoor  | Toruń          | 800 m piani     | 4º         | 1'47"23     |                                          |

## Altre competizioni internazionali
2014
- Bronzo in Coppa continentale ( Marrakech), 800 m piani - 1'45"72

2016
- Vincitore del World Indoor Tour nella specialità degli 800 m piani

2018
- Vincitore del World Indoor Tour nella specialità degli 800 m piani

2019
- Campionati europei a squadre di atletica leggera ( Bydgoszcz)